# Å Å
 For alternative betydninger, se Å. (Se også artikler, som begynder med Å)
Vandløbet Å Å findes på det sydvestlige Fyn. Det dræner især området mellem Dreslette og Snave samt Ulvemosehule Skov. Åen løber tæt forbi Hagenskovs gamle voldsted og ud i Åkrog Bugt i det sydlige Lillebælt.
Vandløbet har navn efter landsbyen Å ved Åkrog Bugt
55°12′54.78″N 9°58′33.31″Ø / 55.2152167°N 9.9759194°Ø